# José Lino Matute
José Lino Matute (* 1780; † unbekannt) war von 12. November 1838 bis 10. Januar 1839 Supremo Director der Provinz Honduras innerhalb der Zentralamerikanischen Konföderation.

## Leben
Nachdem eine verfassungsgebende Versammlung von Honduras die Separation von der zentralamerikanischen Konföderation beschlossen hatte und die entsprechende Verfassung José María Martínez Salinas unterschrieben hatte, übergab ihm dieser das Amt des Supremo Director aus Gesundheitsgründen.
Die verfassungsgebende Versammlung, welche seit 10. Oktober 1838 in Comayagua tagte, produzierte am 11. Januar 1839 eine weitere Verfassung, welche Lino Matute unter der Rubrik „Ejecútese“ (dt. Ausführen!) unterzeichnete.
Er erließ die entsprechenden Ausführungsbestimmungen, dass die Export- und Importzölle der Häfen von Honduras nicht mehr der Konföderation zustünden, sondern Honduras.
Die Regierung in San Salvador bot an, eine zentralamerikanisch Versammlung einzuberufen, um die Probleme derselben zu lösen, was Lino Matute am selben Tag zurückwies.
Francisco Ferrera beteiligte sich an der Auseinandersetzung mit der Bundesregierung unter José Francisco Morazán Quezada zu welchen die Separation von Honduras führte. Am 5. April 1839 wurden seine Truppen und die von Nicaragua durch die Truppen von Morazán bei der Schlacht von Espíritu Santo in El Salvador geschlagen. Am 25. September 1839 wurden die Truppen von Honduras in San Pedro Perulapán überrascht und Francisco Ferrera verletzt, worauf er nach Nicaragua flüchtete.